# Ułan Ude

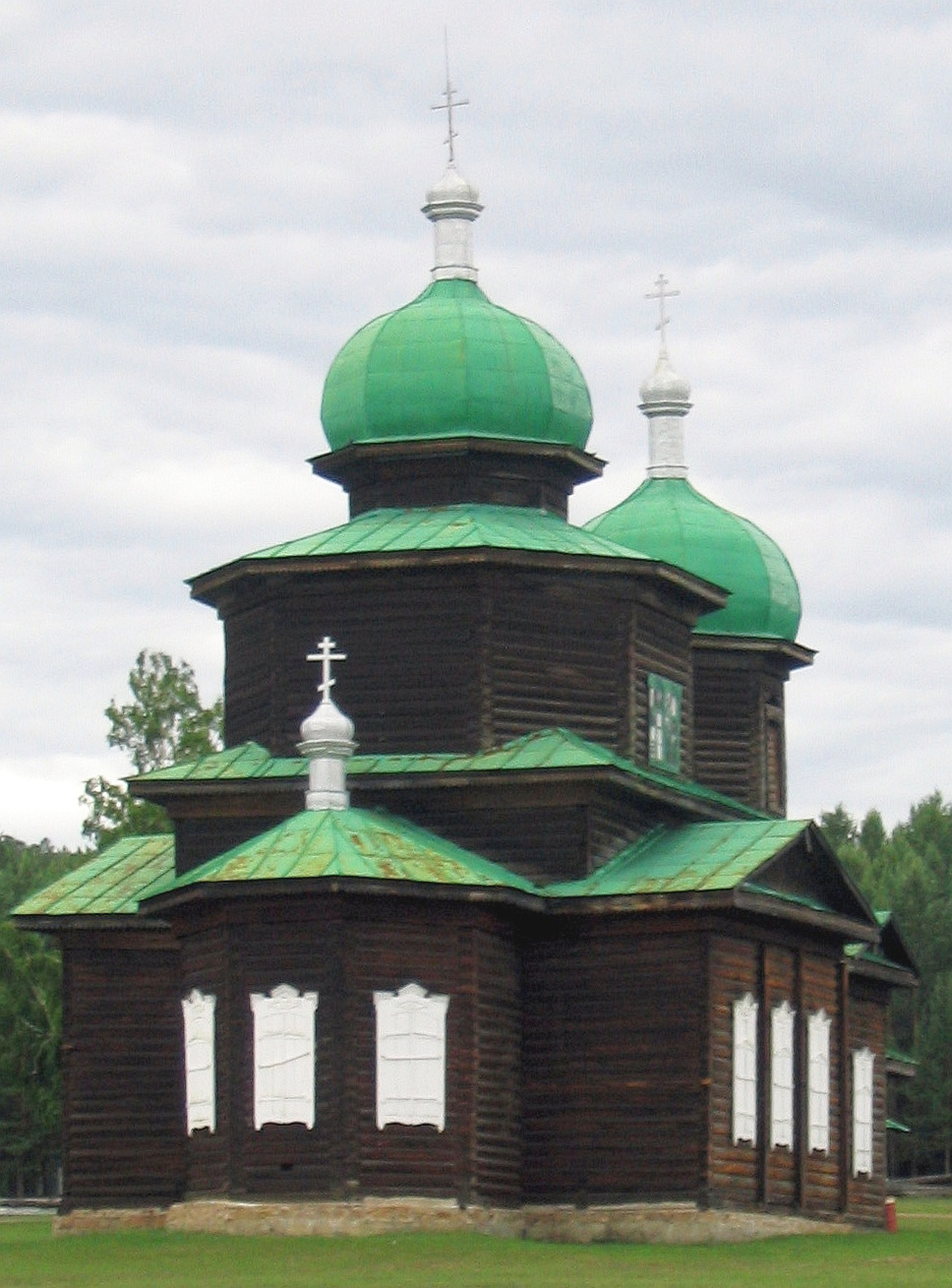
Starowiercza cerkiew w Ułan Ude

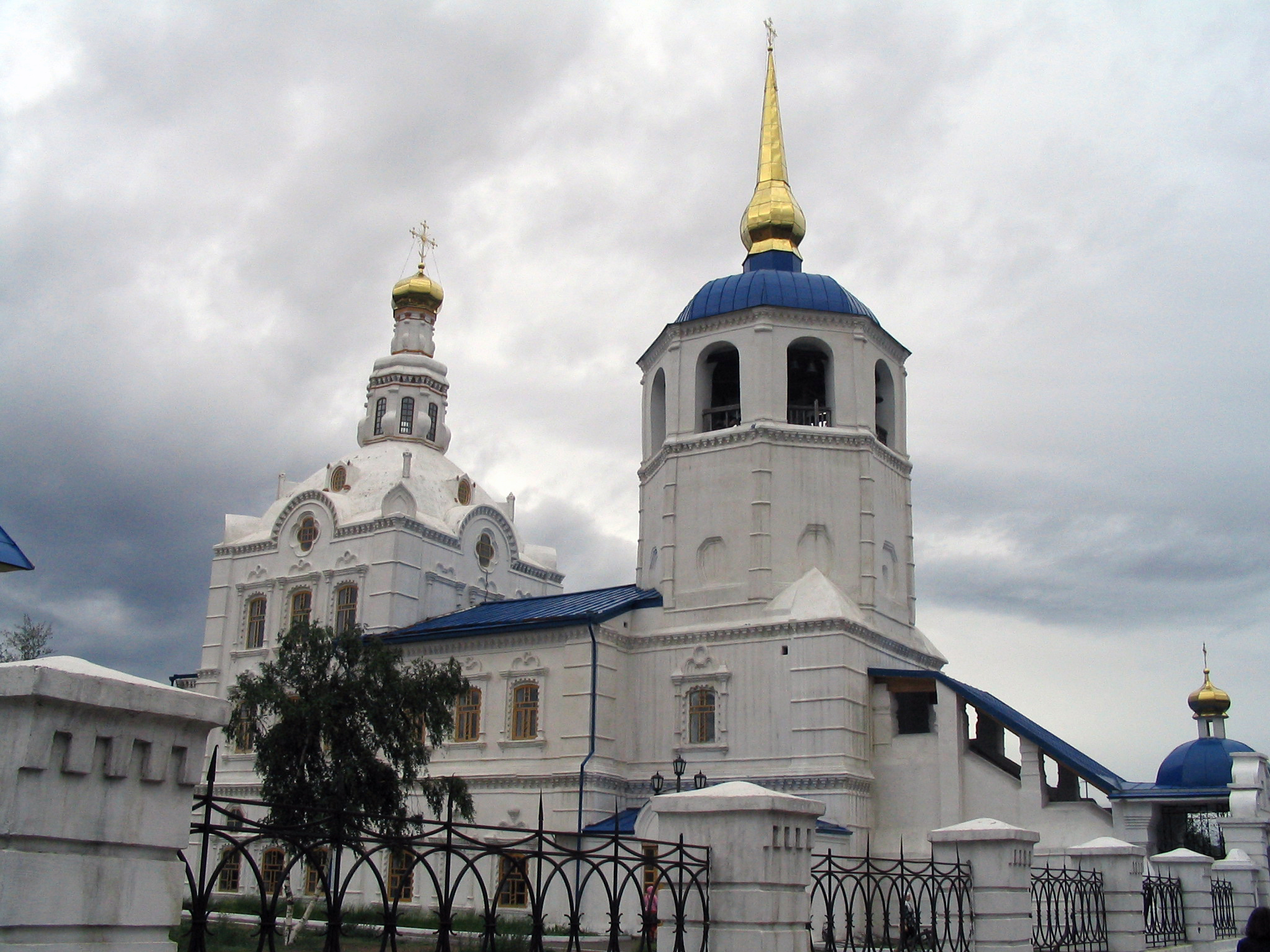
Sobór Ikony Matki Bożej „Hodigitria” w Ułan Ude

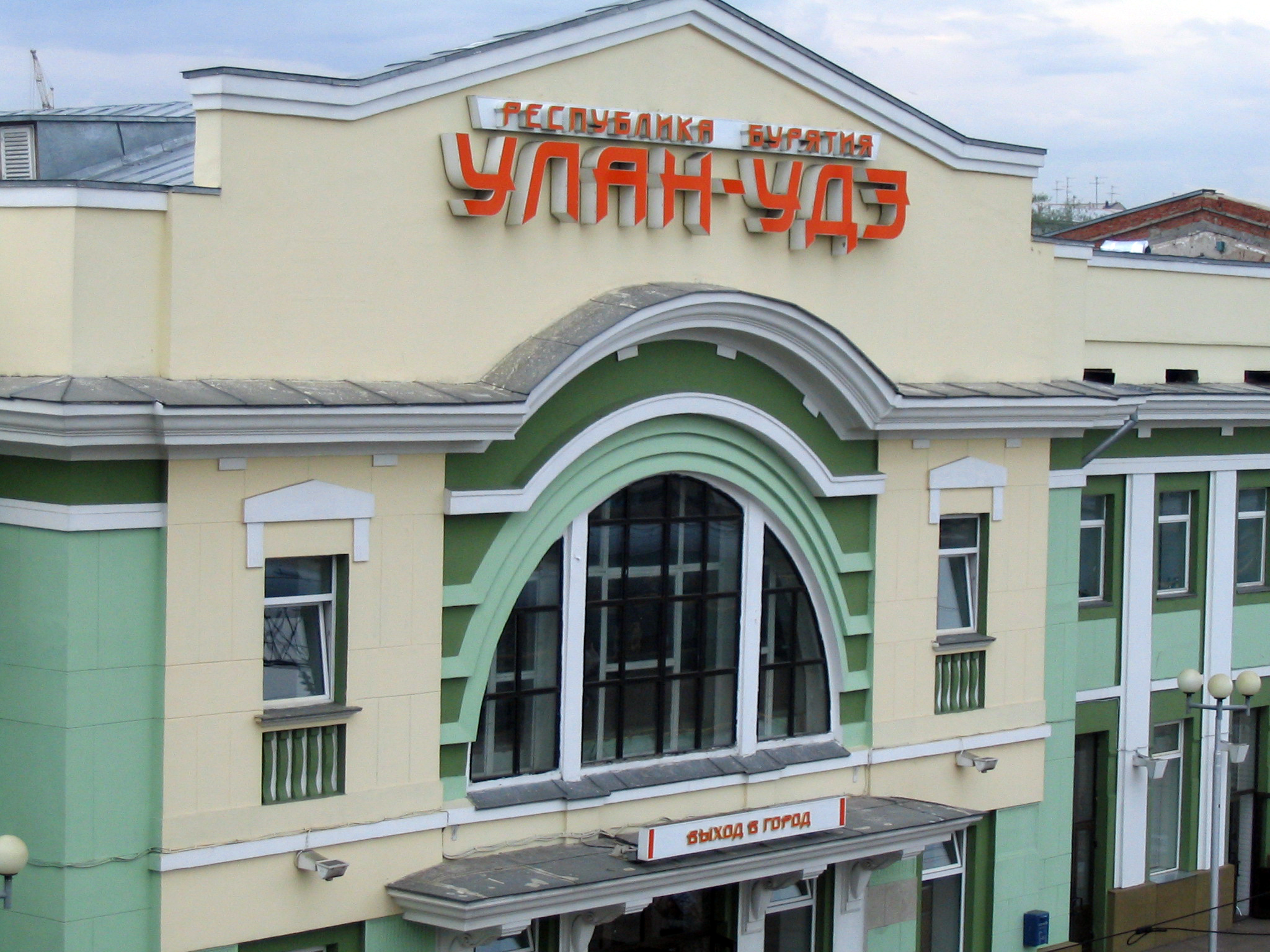
Dworzec kolejowy w Ułan Ude

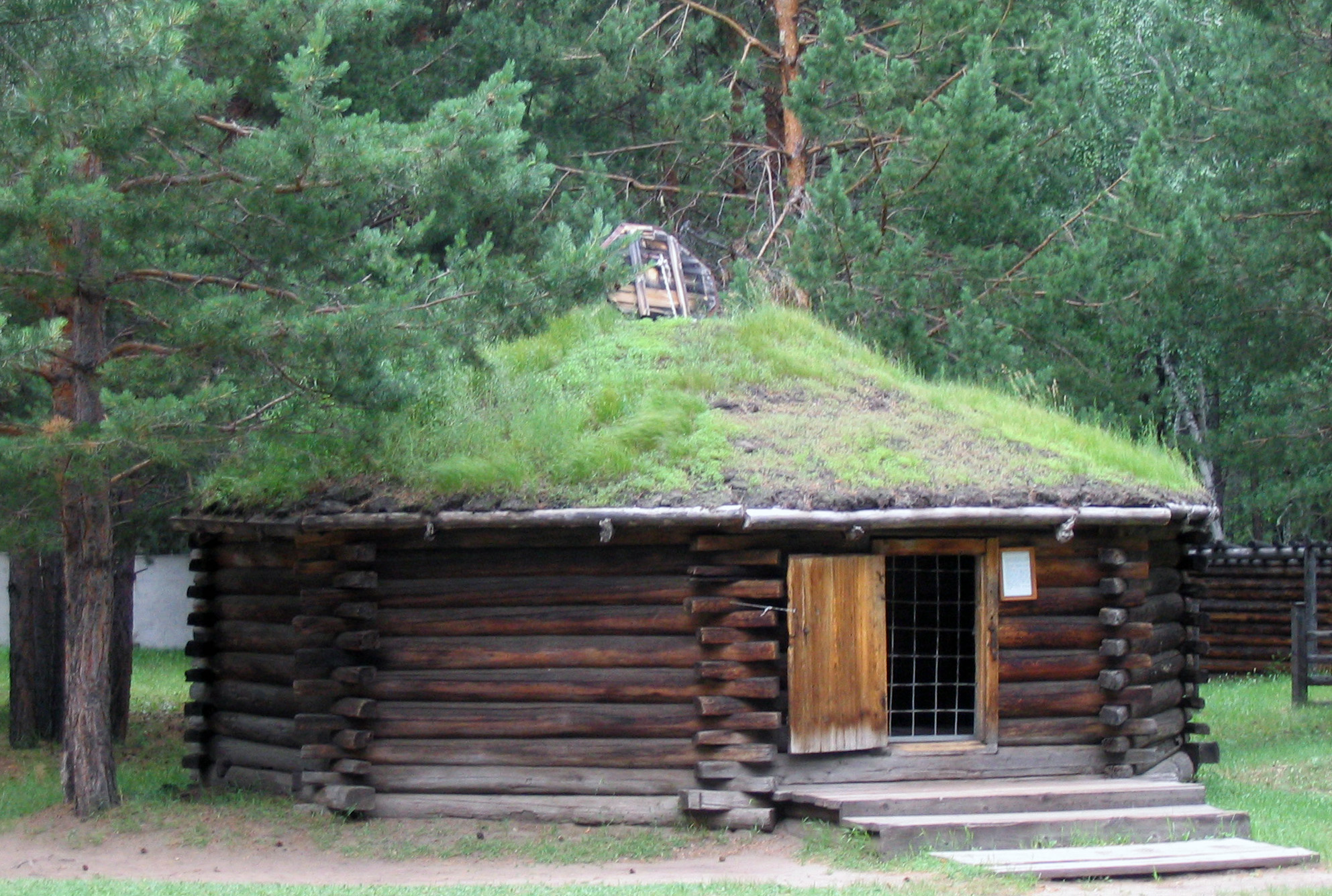
Tradycyjny dom buriacki w Muzeum Etnograficznym Kultury i Życia Narodów Zabajkala w Ułan Ude

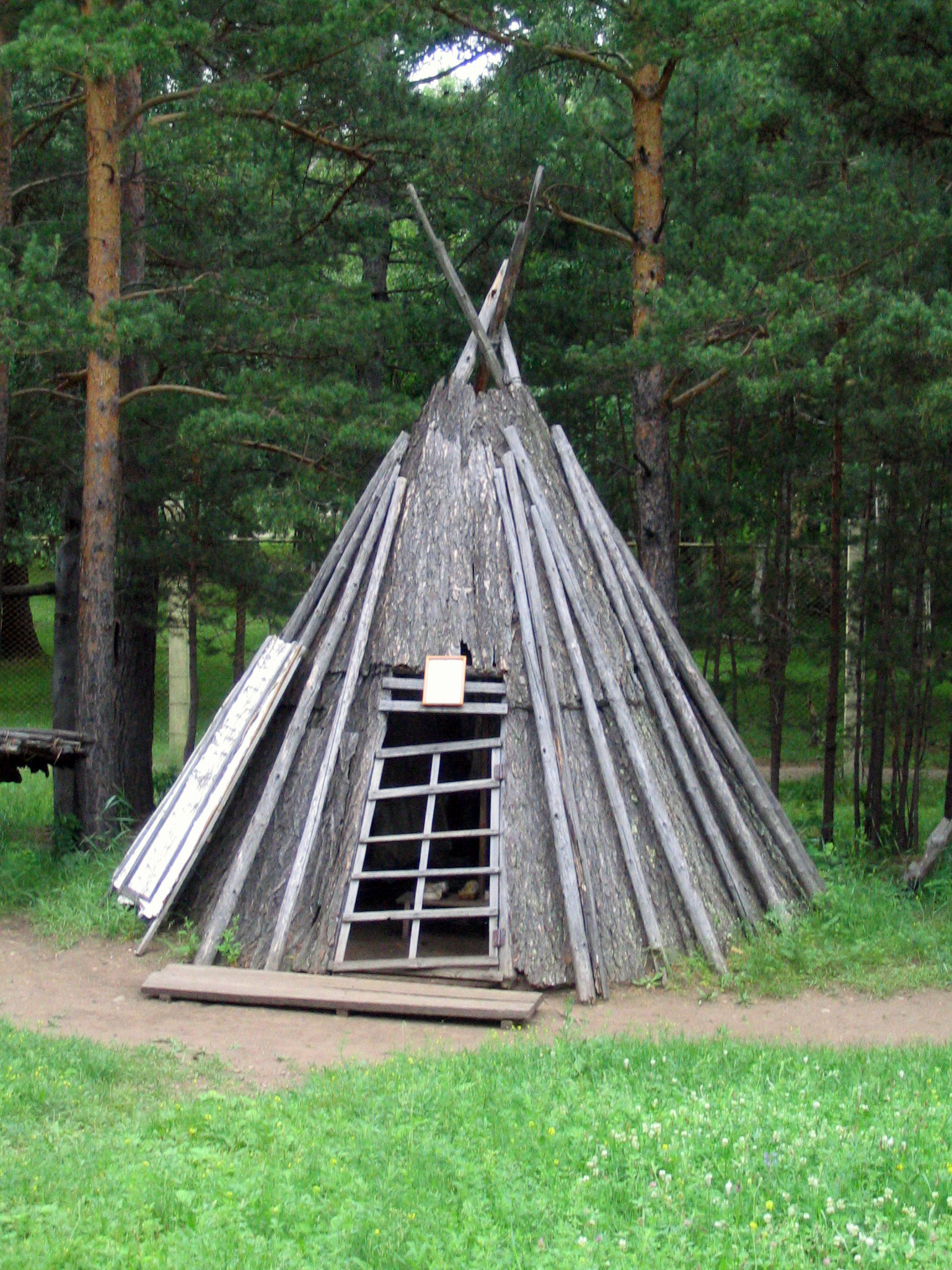
Czuma Ewenków prezentowana w Muzeum Etnograficznym Kultury i Życia Narodów Zabajkala w Ułan Ude

Ułan Ude (ros. Улан-Удэ, bur. Улаан Үдэ, Ulaan Ùdè, daw. Wierchnieudyńsk) – miasto w Rosji, stolica Buriacji, położone przy ujściu rzeki Udy do Selengi, trzecie co do wielkości miasto wschodniej Syberii – 435 067 mieszkańców (2025). Znajduje się ono ok. 130 km na wschód od jeziora Bajkał, między górami Chamar-Daban i Ułan-Burgasy.
Położone 4400 km na wschód od Moskwy, 430 km na północ od Ułan Bator i ok. 130 km od jeziora Bajkał.
Obecną nazwę miasto otrzymało 27 lipca 1934 r., wcześniej nosiło nazwę Wierchnieudińsk.

## Historia
Miasto zostało założone w 1666 przez rosyjskich Kozaków jako zimowisko Udińsk. Od 1689 było ono twierdzą Wierchnieudińską. W 1690 Wierchnieudińsk otrzymał prawa miejskie. W XVII wieku stanowił on ośrodek wojskowy i administracyjny.
Dzięki położeniu geograficznemu szybko stało się ono centrum handlowym łączącym Rosję, Chiny i Mongolię. Do dzisiaj zachowały się w centrum stare obiekty handlowe, rzeźbione w drewnie i kamieniu, przykład rosyjskiego klasycyzmu. W 1878 miasto niemal doszczętnie spłonęło, po czym zostało odbudowane. W mieście można znaleźć przykłady współistnienia obok siebie lamaizmu (Dacan Iwołgiński) i rosyjskiej cerkwi prawosławnej (katedra).
Gdy pojawiły się informacje na temat budowy Kolei Transsyberyjskiej, Rada Miejska postanowiła rozpocząć działania zmierzające do przeprowadzenia trasy przez Wierchnieudińsk. Stwierdzono, że jeżeli tak się nie stanie, miasto runie i przemieni się w żałosną, zapadłą wioskę. 15 sierpnia 1899 do miasta przyjechał pierwszy pociąg. Władze Wierchnieudińska poprosiły jego mieszkańców, aby z tej okazji wywiesili flagi państwowe, a wieczorem zapalili przed domami lampy naftowe.
W 1923 roku miasto zostało stolicą Buriacko-Mongolskiej ASRR. Od 1938 mieściła się tu centrala obozu Jużłag, wchodzącego w skład systemu gułagów. W latach 1958–1992 miasto było stolicą Buriackiej ASRR.
Współcześnie Ułan Ude jest węzłem transportowym Kolei Transsyberyjskiej, ośrodkiem kulturalnym i ekonomicznym. Według danych z 2012 roku miasto liczy 411 646 mieszkańców. Miasto jest siedzibą prawosławnej eparchii ułan-udeńskiej.

## Nauka
W Ułan Ude mieści się Buriackie Centrum Naukowe Syberyjskiego Oddziału Rosyjskiej Akademii Nauk. W mieście znajduje się również oddział irkuckiej wyższej szkoły ministerstwa spraw wewnętrznych, Akademia Rolnicza, Uniwersytet, filia nowosybirskiej Wyższej Szkoły Ekonomii i Prawa, filia Wyższej Szkoły Telekomunikacji i Informatyki, Akademia Kultury i Sztuki, Politechnika. Buriacka Szkoła Choreografii .

## Gospodarka
W Ułan Ude znajduje się przystań rzeczna, węzeł kolejowy, drogowy, sieć tramwajowa i port lotniczy.
Wśród występujących gałęzi przemysłu można wymienić branże: maszynową, metalową, precyzyjną, elektroniczną, spożywczą (mięsna, mleczarska), lekką (wełniana), drzewną i materiałów budowlanych. Znajduje się tam także huta szkła oraz zakłady lotnicze.

## Transport
- Tramwaje w Ułan Ude
- Port lotniczy Bajkał

## Kultura

### Muzea
- Muzeum Sztuki im. Sampiłowa – wystawione są tam zbiory malarstwa i tradycyjnego rzemiosła buriackiego oraz eksponaty sztuki buddyjskiej.
- Muzeum Przyrodnicze – prezentowana jest tam fauna i flora Buriacji oraz historia geologiczna Bajkału i okolic.
- Muzeum Historii Buriacji – eksponowane są tam przedmioty związane z historią, religią i kulturą Przybajkala, dzieła sztuki Indii, Nepalu, Tajlandii, Chin i Japonii. Do unikatowych eksponatów należy m.in. „Atlas medycyny tybetańskiej”.
- Muzeum Geologiczne.
- Muzeum Buriackiego Centrum Naukowego – prezentowane są tam kolekcje mineralogiczne, botaniczne, archeologiczne i etnograficzne.
- Muzeum Literatury.
- Muzeum Etnograficzne Kultury i Życia Narodów Zabajkala – otwarte w 1973 r., położone na północnych peryferiach Ułan Ude. Znajduje się tam siedem kompleksów, przedstawiających architekturę i warunki życia ludności autochtonicznej i napływowej.
  - kompleks ewenkijski – przedstawia koczowiska Ewenków, m.in.: czumy i zagrodę dla reniferów;
  - kompleks Buriatów przedbajkalskich – przedstawia tradycyjne ośmiościenne domy buriackie pochodzące z XIX w., trzy domy (siedziby zimowe) z zabudowaniami gospodarczymi oraz zagrodę dla bydła;
  - kompleks Buriatów zabajkalskich – prezentowana jest tam m.in. zimowa siedziba zamożnego Buriata, drewniana czterościenna jurta, spichlerz, wojłokowe jurty koczowników, a także dugan z dacanu położonego koło Gusinooziorska;
  - kompleks staroruski – przedstawia siedzibę atamana kozackiego, m.in. dom, stajnię, powozownię, spichlerz, a także lokum ubogiego chłopa;
  - kompleks staroobrzędowców – wiejska ulica zabudowana domostwami różniącymi się między sobą wielkością i wyglądem (zależne jest to od statusu materialnego gospodarza) oraz kaplica bezpopowców;
  - kompleks miejski – przedstawia warunki życia w Wierchnieudińsku z okresu XIX wieku, m.in. domy bogato zdobione i drewniana cerkiew;
  - kompleks archeologiczny – eksponaty związane m.in. z życiem człowieka pierwotnego z epoki brązu, Hunów oraz ludów tureckich.

### Teatry
- Buriacki Teatr Opery i Baletu;
- Teatr im. Ch. Namsarajewa;
- Teatr im. A. Bestużewa;
- Teatr lalkowy;
- Filharmonia.

## Ważniejsze miejsca i zabytki

### Zabytki architektoniczne
- Sobór Ikony Matki Bożej „Hodigitria” – powstały w latach 1741–1785, najstarszy murowany budynek na terenie Buriacji.
- Cerkiew Świętej Trójcy – powstała w 1809.
- Pomnik-Głowa Włodzimierza Lenina – największy tego typu monument na świecie.

### Sport
- Sielenga Ułan Ude – klub piłkarski.

## Miasta partnerskie
- Anyang, Korea Południowa
- Berkeley, Stany Zjednoczone
- Changchun, Chińska Republika Ludowa
- Darchan, Mongolia
- Erdenet, Mongolia
- Hohhot, Chińska Republika Ludowa
- Kazań, Rosja
- Mannheim, Niemcy
- Rumoi, Japonia
- Tajpej, Republika Chińska
- Ułan Bator, Mongolia
- Jałta, Ukraina
- Yamagata, Japonia

## Wojsko
W mieście stacjonuje 11 Gwardyjska Samodzielna Brygada Desantowo-Szturmowa.